# Montilla
Montilla – gmina w Hiszpanii, w prowincji Kordoba, w Andaluzji, o powierzchni 168,51 km². W 2011 roku gmina liczyła 23 836 mieszkańców.
Miejsce urodzenia św. Franciszka Solano (1549-1610) prezbitera i misjonarza zwanego „Cudotwórcą Nowego Świata”. Jego wspomnienie Kościół katolicki obchodzi 14 lipca.
W miejscowości znajduje się stacja kolejowa Montilla.